# Old Rep
The Old Rep (oprindeligt Birmingham Repertory Theatre) er et teater på Station Street i Birmingham i England. Det var det første teater i landet, der blev bygget specifikt til repertoireplanlægning. Det fungerede som Barry Jacksons permanente hjem, og den stadig mere etablerede amatørteatergruppe, The Pilgrim Players, der senere blev kendt som Birmingham Repertory Company. Jackson gav midlerne til opførslen af bygningen, og han etablerede sit professionelle firma her.
Det blev tegnet af arkitekten S. N. Cooke, der var en af Jacksons kolleger fra Birmingham School of Art, i samarbejde med Jackson selv. De fik begge inspiration fra teatre de havde besøgt i Tyskland. Designet blev særlig påvirket af Max Littmanns bygning Künstlertheater i München fra 1908.
I 2014 overtog Birmingham Ormiston Academy driften af Old Rep.
Teatret ligger lige overfor New Street Station. Over teatrets hoveddør er indsat en mindeplade for Barry Jackson. Tæt ved ligger Storbritanniens ældste biograf, som stadig er i drift; Electric Cinema.

## Historie
Opførslen af teatret begyndte i oktober 1912, og det tog 4 måneder at færdiggøre. Det åbnede dørene den 15. februar 1913 med en opførsel af William Shakespeares Helligtrekongersaften, efterfulgt af Barry Jackson der læste digtet The Mighty Line, der var skrevet af skuespilforfatteren John Drinkwater. Virksomheden påbegyndte Barrys vision om at "tjene som kunst i stedet for at lade denne kunst tjene et kommercielt formål". I årene efter åbningen producerede teatret en række opførsler af både klassiske tekster og nye skuespil.
I 1917 blev Birmingham Repertory Company en pioner inden for teaterindustrien ved at blive det første teater i Storbritannien, der udnævnte en kvindelige scenechef, hvilket sket med Maud Gill. I sin selvbiografi See the Players skrev hun at "en kvinde bør ikke sættes til at lede scenefolk fordi arbejdende mænd ikke ville tage ordre for hende, men hun besluttede, at siden mødre havde holdt orden i hjemme siden tidernes morgen, så var måden at håndtere det på ved at behandle dem som en mor ville. Det virkede."
I 1923 modtog Jackson en guldmedalje fra Birmingham Civic Society, som kort efter blev fulgt op med at blive slået til ridder i 1925 for sin tjeneste ved teatret. Sir Barry Jacksons store rolle i Birminghams sceneliv blev anerkendt igen i 1955, hvor han blev æresborger i byen.
Teatret modtog den første bevilling fra Arts Council England i 1954, hvilket var på £3.000 (svarende til omkring £77.000 i 2019). I 1960 mødtes Jackson med Birmingham City Council og Arts Council England for at få garantier på midler til at etablere et nyt teater. Dette ko i stand i 1968, og planerne for New Rep begyndte at gå i gang
I 1971 flyttede Old Rep til en ny teaterbygning i Broad Street, der i dag kendes som Birmingham Repertory Theatre, pg The Old Rep blev overtaget Birmingham City Council. Mellem 2011 og 2013 vendte teaterfirmaet tilbage til Station Street, mens Birmingham Repertory Theatre og Library of Birmingham blev ombygget. I 2013 fejrede man 100-året for grundlæggelsen med en række forestillinger, turneer og forskellige aktiviteter på teatret.
Bygningen er blevet listed building af 2. grad, og har stadig en stor del af den oprindelige indretning.